# Piper anisotrichum
Piper anisotrichum är en pepparväxtart som beskrevs av C. Dc.. Piper anisotrichum ingår i släktet Piper och familjen pepparväxter. Inga underarter finns listade i Catalogue of Life.